# ウォーグレイモン
ウォーグレイモンは
1. デジタルモンスターシリーズに登場する架空の生命体・デジタルモンスターの一種。
2. テレビアニメ『デジモンアドベンチャー』『デジモンアドベンチャー02』の登場人物・アグモンの究極体。
3. 漫画『デジモンアドベンチャーVテイマー01』・テレビアニメ『DIGITAL MONSTER X-evolution』『デジモンクロスウォーズ』の登場人物。

## 概要
デジモンペンデュラム5から登場する。そもそもアニメのために新規に制作された種族らしく、背中の盾「ブレイブシールド」に刻まれた勇気の紋章はデジモンアドベンチャーの作中で登場したものである。
携帯ゲーム機に登場する時はアグモン・グレイモン・メタルグレイモンがセットになる場合が多い。

### 各国の日本国外名
- 英語：ウォーグレイモン(Wargreymon)
- 韓国語：ウォグレイモン(ハングル：워그레이몬)

## 種族としてのウォーグレイモン
グレイモン系デジモンの究極体である竜人型デジモン。グレイモン系デジモンとしては珍しく小さな人型の体躯しか持たないが、凝縮されたパワーと下記の通りクロンデジゾイド製の鎧、両腕に装着されたドラモンキラーにより攻防両面で高い性能を獲得している。ただし『デジモンワールド3』ではメタルグレイモンよりも巨大に描かれている。
歴戦の強者の中でも真の勇者が自らの使命に目覚めたときウォーグレイモンに進化すると言われている。
両手に装備している翼のような「ブレイブシールド」は、取り外して外殻を1つに合わせると最強硬度の盾としても使用できる。その他、ロケットのようにして攻撃できる設定も登場初期にはあったものの、各メディアでそのような描写はない。ブレイブシールドには勇気の紋章が刻まれている。
また、両腕に装備している「ドラモンキラー」はドラモン系デジモンに対して非常に効果的で絶大な威力を発揮するが、同時に自らを危険にさらしてしまう諸刃の剣でもある。『デジモンアドベンチャー』では、終盤のボスに相当する4体のダークマスターズのうち、ドラモン系デジモンのメタルシードラモンとムゲンドラモンをドラモンキラーを使用して撃破している（ムゲンドラモンは一撃で倒した）。
周囲のエネルギーを集めて放つ「ガイアフォース」が必殺技であるが､『アドベンチャー（無印、02）』ではガイアフォースだけで敵を倒したことは一度もなく、ドラモンキラーによる攻撃、メタルガルルモンとの合体技が決め技とされている。ガイアフォースをピエモンに直撃させたこともあるが、この際もピエモンを吹き飛ばす程度だった。『ぼくらのウォーゲーム!』では手のひらほどの小型弾にして撃ち出し、スピードに優れるディアボロモンに対抗したこともある（それでも避けられてしまった）。『クロスウォーズ』ではクオーツモンのコピー能力で生み出されたベリアルヴァンデモン4体のうち3体をガイアフォースで撃破している（倒し損ねた1体はデュークモンが倒した）。
両腕のドラモンキラーをあわせて竜巻のように敵に襲いかかる技は、アニメおよびPSP版『デジモンアドベンチャー』では『ブレイブトルネード』とされているが、『デジタルモンスターカードゲーム』およびゲームなどでは、『グレートトルネード』になっている。

### 基本データ
- 世代/究極体
- タイプ/竜人型
- 属性/ワクチン
- 必殺技/ガイアフォース
- 得意技/ブレイブトルネード（グレートトルネード）、ドラモンキラー、ウォードライバー
- 装備/ブレイブシールド、ドラモンキラー
- 勢力/メタルエンパイア、ウイルスバスターズ

得意技
ブレイブトルネード
両腕のドラモンキラーを頭上で合わせ、高速回転しながら突撃し敵を貫通する。
必殺技
ガイアフォース
大気中に存在する全てのエネルギーを手の中に集中させて放つ、超高密度の高熱エネルギー弾に凝縮して敵にぶつける。

### ウィルス種
全身が黒く、胸などにあるパイプのような物が黄色になったウイルス種のウォーグレイモン。ワクチン種と違い背中のブレイブシールドに勇気の紋章が刻まれていない。同じウィルス種でも低俗な連中は仲間とは思わない、卑怯や卑劣なことを嫌う独自の「正義」を基準にして動くなどウイルス種デジモンにしては珍しい性格。
- 世代/究極体
- タイプ/竜人型
- 属性/ウィルス
- 必殺技/ガイアフォース（暗黒のガイアフォース）
- 得意技/ブラックトルネード、ドラモンキラー
- 装備/ブレイブシールド、ドラモンキラー
- 異名/ブラックウォーグレイモン、漆黒の竜戦士

必殺技
ガイアフォース（暗黒のガイアフォース）
負の念を集中させて放つ。通常のウォーグレイモンと同様、小さい状態で放つこともできる。
各国の日本国外名
英語：ブラックウォーグレイモン(Blackwargreymon)
韓国語：ブレッウォグレイモン(ハングル：블랙워그레이몬)

### X抗体版
全体的に角ばっており、機械的なデザインになっている。真の勇者としての使命ゆえ、戦いには100%勝利しなければならないという考えを持っている。「ドラモンキラー」が「ブレイブシールド」に匹敵する最強硬度を持たせ、攻防一体の完璧なまでの装備を持つに至り強化された。また、ドラモンキラーは爪部分を射出可能。「ブレイブシールド」が無くなり長時間の空を飛ぶことを犠牲にしたが、代わりに背部に爆発的な加速を誇るバーニアを装備され高い機動力を得ると共に一瞬にして敵の懐へ飛び込む戦い方は、正に「陸戦の勇者」であり陸上戦闘デジモン最強の姿となっている。陸戦型最強デジモンとも言われるが、『X-evolution』劇中では飛行した状態で戦うことも多かった。
- 世代/究極体
- タイプ/竜人型
- 属性/ワクチン
- 必殺技/ガイアフォースZERO、ポセイドンフォース、アフターバースト
- 装備/ドラモンキラー
- 異名/ウォーグレイモンX、陸戦の勇者

必殺技
ガイアフォースZERO
バーニア噴射により急接近し、文字通り零距離でガイアフォースを叩き込む。
通常のガイアフォースも使用できるが、ウォーグレイモンが大気からエネルギーを集めていたのに対し、こちらは大地からエネルギーを集めている。
ポセイドンフォース
新たに取得した技。周囲の水を一点集中させて敵にぶつける技。
アフターバースト
新たに取得した技。ドラモンキラーに施されたバーニアで加速して攻撃の威力を高める強力な技。

### X抗体版ウィルス種
黒いウィルス種のウォーグレイモンがX抗体を取得した姿。目が赤色に変化している。負の力が極限まで高まったことで精神面にも変化があり、あらゆる手を使ってでも勝利しようという狡猾さが強くなっている。
- 世代/究極体
- タイプ/竜人型
- 属性/ウィルス
- 必殺技/暗黒のガイアフォース、ハデスフォース
- 異名/ブラックウォーグレイモンX

### 亜種・関連種・その他
メタルグレイモン
ウォーグレイモンの進化する前の個体。
ガイオウモン
東洋のコンピュータ内で発見された、2本の刀「菊燐」を携える武士のような姿をした究極体のデジモン。頭部などにブラックウォーグレイモンX抗体版との外見の類似が見られる。本来はブラックウォーグレイモンX抗体版としてデザインされた個体だった。
カオスグレイモン
ゲーム『デジモンワールド2』に登場した色違いであり、ブラックウォーグレイモンのような外見ながら背中の勇気の紋章が消えていない。カオスロードの配下「カオス三将軍」の一体。
ビクトリーグレイモン
巨大な破砕剣「ドラモンブレイカー」を装備する亜種。
ブリッツグレイモン
カイゼルグレイモン
シャイングレイモン
グレイモン系デジモンの亜種・ジオグレイモンが進化を辿った究極体のデジモン。ウォーグレイモンとは大きく外見が異なるが、必殺技は類似している。
オメガモン
メタルガルルモンとの融合で生まれる聖騎士型デジモン。左腕にウォーグレイモンのデータが凝縮されている。

## 登場人物としてのウォーグレイモン

### デジモンアドベンチャー・デジモンアドベンチャー02・デジモンアドベンチャー tri.・デジモンアドベンチャー:
八神太一のパートナーデジモンであるアグモンの究極体として登場。声優は坂本千夏。無印第39話にて太一がエンジェウーモンの放つ光の紋章から生まれた矢を受けたことで進化した。『02』ではチンロンモンの光でワープ進化出来るようになり、ダークタワーデジモンであるブラックウォーグレイモンと死闘を繰り広げた。
『:』でのサイズは上記の旧作より巨大になっている。

### オーグ
漫画『デジモンアドベンチャーVテイマー01』ではエイリアス3の一人・ヒデトが固有名「オーグ」という個体を使役した。同じくヒデトのパートナーであるメタルガルルモンの「メルーガ」とのジョグレス進化でオメガモンに進化し、ゼロの前に立ち塞がった。名前の由来は種族名「ウ『ォーグ』レイモン」から。

### ブラックウォーグレイモン
アニメ『デジモンアドベンチャー02』に登場。ウィルス種のウォーグレイモンがアルケニモンの能力によって100本のダークタワーを原料に製造された。厳密にはデジモンではなく、ダークタワーのデジモンである。圧倒的な戦闘力を以て子供たちのパートナーを薙ぎ倒し、作中で重要とされるホーリーストーンを次々と破壊する。ウィルス種であるが卑怯なことは嫌い、卑怯な奴は仲間と思っていない。及川（に憑依したヴァンデモン）に深手を負わされ死を悟り、光が丘のデジタルゲートを残りの力で封印し空に散っていった。
声優は檜山修之。

### DIGITAL MONSTER X-evolution
X抗体版。メタルガルルモンと共にオメガモンと戦闘する。

### デジモンクロスウォーズ
- デジメモリに封印された伝説のデジモンとしてエグザモンと共に登場した。声優は岸尾だいすけ。
- 第3期「時を駆ける少年ハンターたち」では八神太一と共に登場した。声優は坂本千夏。こちらは上記の『アドベンチャー』と同一個体。